# Indian Lake (Pensilvania)
Indian Lake es un borough ubicado en el condado de Somerset en el estado estadounidense de Pensilvania. En el año 2000 tenía una población de 450 habitantes y una densidad poblacional de 47.1 personas por km².

## Geografía
Indian Lake se encuentra ubicado en las coordenadas 40°02′51″N 78°51′33″O / 40.04750, -78.85917.

## Demografía
Según la Oficina del Censo en 2000 los ingresos medios por hogar en la localidad eran de $53,750 y los ingresos medios por familia eran $58,214. Los hombres tenían unos ingresos medios de $44,792 frente a los $28,750 para las mujeres. La renta per cápita para la localidad era de $27,630. Alrededor del 2.9% de la población estaba por debajo del umbral de pobreza.